# Joseph Felsenstein
Joseph (« Joe ») Felsenstein, né le 9 mai 1942, est un phylogénéticien et biologiste de l'évolution américain.

## Phylogénétique
Il appartient à l'école de phylogénétique statistique issue de la taxonomie numérique.

## Distinctions
En 2013, il obtient le 29e Prix international de biologie attribué par la Société japonaise pour la promotion de la science.

## Publications
- [Felsenstein 2001] (en) Joseph Felsenstein, « The troubled growth of statistical phylogenetics », Systematic Biology, vol. 50, no 4,‎ 1er août 2001, p. 465-467 (ISSN 1063-5157, DOI 10.1080/10635150119297, lire en ligne [PDF])